# Tongo (artiest)
José Abelardo Gutierrez Alanya alias Tongo (El Tambo, 24 september 1957 – 10 maart 2023) was een Peruaans singer-songwriter, acteur, komiek, youtuber en politicus. 

## Muziekcarrière

### Jeugd en politiek
Tongo werd geboren op 24 september 1957 in de wijk El Tambo, een stad gelegen in de provincie Huancayo, Peru. Hij werd pas geregistreerd op 11 april van hetzelfde jaar als gevolg van een certificeringsprocedure. Omdat hij de enige zoon was, migreerde hij naar Lima om als verkoper te kunnen leven. zijn eerste nummers werden uitgevoerd door de groep Kiwishow. In 1981 richtte hij Grupo Imaginación op.
Tongo begon zijn carrière in de muziekwereld in 1980 als zanger van Peruaanse cumbia. Tongo had destijds nog niet al te veel bekendheid vergaard. Zijn muzikale niche beviel vooral de lagere sociale klasse. Totdat hij "La Pituca" schreef, het nummer ging over ongelijkheid en sociale statussen. Met dit nummer kreeg hij nationale bekendheid in Peru in het begin van de 21e eeuw.
Een belangrijk deel van Tongo's succes is zijn band met de Peruaanse media en bereidheid om zijn populariteit te gebruiken voor commerciële reclame en politieke campagnes. Zijn tumultueuze vriendschap met winnaar van de Emmy Award, schrijver en journalist Jaime Bayly bleek vooral van cruciaal belang voor Tongo's opkomst tot faam, aangezien hij een regelmatige gast is in Bayly's televisieprogramma in Peru.
Tongo promootte zijn vriend Bayly bijvoorbeeld tijdens de verkiezingen toen Bayly een gooi deed naar het presidentschap van Peru, dit deed hij met het lied "Jaime para presidente", Tongo deed in 2005 een onsuccesvolle gooi naar het Peruviaans congres. Ook veroorzaakte hij controverse; zo zorgde hij voor spanningen in zijn vriendschap met Bayly toen hij deelnam aan Lourdes Flores haar poging in 2010 om burgemeester van Lima te worden.
Tongo's nationale bekendheid piekte in 2008, toen hij een doelbewust slecht vertaalde Engelse versie van zijn doorbraaknummer "La pituca" uitbracht. Het nummer, bekend door zijn orthografische fouten en foutieve vertalingen, overtrof de populariteit van het origineel en werd zelfs een YouTube-hit. Sindsdien is hij het publiek blijven vermaken met opzettelijk komische covers van bekende nummers.

### 2011–2023: covers
In 2011, toen hij een paar jaar geen nieuwe grote hits had opgenomen, maakte Tongo een coverversie voor het nummer "Let it Be" van The Beatles. Onder de titel "Lady bi", was het nummer Tongo's eerste cover versie van een nummer in het Engels. Datzelfde jaar voerde hij het uit op Peru's Teleton. Toch was Tongo's grote succes in 2011 niet dit nummer, dat was namelijk zijn cover versie van het populaire Justin Bieber-nummer "Baby". De cover werd een directe internetsensatie en werkte mee aan Tongo's terugkeer naar grote populariteit op muziekpodia in Peru. In oktober van dat jaar feliciteerde winnaar van de Latin Grammy Award en singer-songwriter Gian Marco in een Facebook-boodschap de zanger voor zijn nieuwe hit. Beide liederen volgden de trend van "La pituca" (Engelse versie) in die zin dat ze beide bewust verbaal onjuiste Engelse zinnen gebruikten.
Eind 2016 voerde Tongo een cover uit van "Chop Suey!" van System of a Down, die aandacht kreeg van andere YouTube-kanalen en media. Tijdens het bezoek van Linkin Park aan Peru reageerde Mike Shinoda op het lied door een grapje te maken "Oh mijn God! Dat is geweldig! Dit is fantastisch! Ik vind dit geweldig (...) Dat is geweldig, kunnen we dit als einde van onze show gebruiken?" Twee weken later deelde Shinoda het nummer via zijn Twitter-account.
Op 20 juli 2017, na het overlijden van Chester Bennington, kondigde Tongo aan dat hij zijn herinnering zal eren door een cover van "In the End" te maken. De cover werd op 27 augustus 2017 uitgebracht.

## Privéleven
- In 2010, kondigde Jaime Bayly aan dat hij Tongo peter van zijn derde kind zou maken. Tongo reageerde positief op de aankondiging en voorspelde dat het kind een mannelijke en toekomstige speler van Sporting Cristal zou zijn.
- In 2011 wijdde Tongo een liedje aan de pisco sour voor de viering van de nationale feestdag van de cocktail.
- Tongo had diabetes. In juni 2017 werd hij opgenomen in een ziekenhuis in zijn stad en uploadde hij hier een video over.
- Tongo was getrouwd met Gladys Lupinta en had zeven kinderen.
- Alanya overleed op 10 maart 2023.[1]